# Lori Singer
Lori Singer (Corpus Christi, Texas, 6 de noviembre de 1957) es una actriz y músico violonchelista estadounidense.

## Biografía
Hija de un director de orquesta, Jacques Singer, y de una concertista de piano, Leslie Wright, es hermana del actor Marc Singer y del violinista Gregory Singer y prima del director de cine Bryan Singer. Educada, pues, en un ambiente musical, debutó como solista de violonchelo a la edad de 13 años.
Comenzó a ser popular gracias a la serie de televisión Fama, en cuyas dos primeras temporadas (1982-1983) interpretó a Julie Miller, una joven con talento que aspiraba a abrirse paso como violoncelista. En la serie la actriz pudo demostrar sus dotes reales con el instrumento.
Singer abandonó la serie para poder protagonizar, junto a Kevin Bacon, la aclamada película Footloose (1984), que obtuvo excelentes resultados en taquilla, convirtiéndose en uno de los mayores éxitos comerciales del cine norteamericano en la década de los ochenta.
Tras Footloose, intervino en varias películas en las décadas de los ochenta y noventa, destacando The Falcon and the Snowman 1985 (dirigida por John Schlesinger y coprotagonizada por Sean Penn), The Man with One Red Shoe 1985 (con Tom Hanks), Trouble in Mind 1985 (dirigida por Alan Rudolph), Summer Heat (1987), Warlock (1989), Sunset Grill (1993), F.T.W. y Short Cuts (1993), de Robert Altman. 
En 1995 dio vida a Sydney Bloom, el personaje principal de la serie de ciencia ficción VR.5. 
Paralelamente ha continuado su carrera como concertista de violonchelo, y en enero de 2008 actuó en el Carnegie Hall de Nueva York.

## Filmografía

### Cine
| Año  | Título                                        | Papel           | Notas                                                                            |  |
| ---- | --------------------------------------------- | --------------- | -------------------------------------------------------------------------------- |  |
| 1984 | Footloose                                     | Ariel Moore     |                                                                                  |  |
| 1985 | The Falcon and the Snowman                    | Lana            |                                                                                  |  |
| 1985 | The Man with One Red Shoe                     | Maddy           |                                                                                  |  |
| 1985 | Trouble in Mind                               | Georgia         |                                                                                  |  |
| 1987 | Made in U.S.A.                                | Annie           |                                                                                  |  |
| 1987 | Summer Heat                                   | Roxie           | Película                                                                         |  |
| 1989 | Warlock                                       | Kassandra       |                                                                                  |  |
| 1992 | Equinox                                       | Sharon Ace      |                                                                                  |  |
| 1993 | Sunset Grill                                  | Loren           |                                                                                  |  |
| 1993 | Short Cuts                                    | Zoe Trainer     |                                                                                  |  |
| 1994 | F.T.W.                                        | Scarlett Stuart |                                                                                  |  |
| 1997 | Sarabande                                     | Dra. France     |                                                                                  |  |
| 2004 | When Will I Be Loved                          | Ella misma      |                                                                                  |  |
| 2005 | Little Victim                                 | Tracy           | Cortometraje                                                                     |  |
| 2013 | Mea Maxima Culpa: Silence in the House of God |                 | Productora ejecutiva                                                             |  |
| 2015 | Experimenter                                  | Florence Asch   |                                                                                  |  |
| 2017 | The Institute                                 | Madame Werner   |                                                                                  |  |
| 2017 | God Knows Where I Am                          | Linda Bishop    | Narración; papel de voz principal, papel de película, violoncelo en banda sonora |  |
| 2023 | Rachel Hendrix                                | Rachel Hendrix  |                                                                                  |  |
| 2024 | Wonder Drug                                   |                 | Directora y Guionista                                                            |  |

### Televisión
| Año       | Título                            | Papel              | Notas                                           |
| --------- | --------------------------------- | ------------------ | ----------------------------------------------- |
| 1982–1983 | Fame                              | Julie Miller       | Serie de televisión de NBC                      |
| 1983      | Born Beautiful                    | Jodi Belcher       | Película para televisión                        |
| 1990      | Storm and Sorrow                  | Molly Higgins      | Película para televisión                        |
| 1990      | American Playhouse                | Therese            | Episodio: "Sensibility and Sense"               |
| 1995      | VR.5                              | Sydney Bloom       | Serie de televisión                             |
| 1997      | Inspired by Bach                  | Dra. Angela France | Episodio: "Bach Cello Suite #4: Sarabande"      |
| 2011      | Law & Order: Special Victims Unit | Dede Aston         | Serie de televisión (temporada 12, episodio 22) |

### Vídeos musicales
| Año  | Canción      | Artista     | Notas |
| ---- | ------------ | ----------- | ----- |
| 1986 | "Heartbeat"  | Don Johnson |       |
| 1989 | "On Our Own" | Bobby Brown |       |

## Premios
| Año  | Trabajo nominado                              | Rol                  | Premio                                           |
| ---- | --------------------------------------------- | -------------------- | ------------------------------------------------ |
| 1983 | Born Beautiful                                | Jodi Belcher         | ShoWest Newcomer of the Year Award               |
| 1984 | Footloose                                     | Ariel Moore          | ShoWest Breakthrough Performer of the Year Award |
| 2013 | Mea Maxima Culpa: Silence in the House of God | Productora ejecutiva | Premio Peabody al mejor documental               |